# Hanc
Hanc és un municipi francès situat al departament de Deux-Sèvres i a la regió de la Nova Aquitània. L'any 2007 tenia 251 habitants.

## Demografia

### Població
El 2007 la població de fet de Hanc era de 251 persones. Hi havia 96 famílies de les quals 24 eren unipersonals (16 homes vivint sols i 8 dones vivint soles), 36 parelles sense fills, 24 parelles amb fills i 12 famílies monoparentals amb fills.
La població ha evolucionat segons el següent gràfic:
Habitants censats

### Habitatges
El 2007 hi havia 171 habitatges, 106 eren l'habitatge principal de la família, 39 eren segones residències i 26 estaven desocupats. 166 eren cases i 1 era un apartament. Dels 106 habitatges principals, 88 estaven ocupats pels seus propietaris, 14 estaven llogats i ocupats pels llogaters i 4 estaven cedits a títol gratuït; 7 tenien dues cambres, 10 en tenien tres, 32 en tenien quatre i 57 en tenien cinc o més. 85 habitatges disposaven pel capbaix d'una plaça de pàrquing. A 67 habitatges hi havia un automòbil i a 33 n'hi havia dos o més.

### Piràmide de població
La piràmide de població per edats i sexe el 2009 era:
| Homes | Edats   | Dones |
| ----- | ------- | ----- |
| 0     | 95 o +  | 0     |
| 0     | 90 a 94 | 4     |
| 0     | 85 a 89 | 4     |
| 0     | 80 a 84 | 0     |
| 12    | 75 a 79 | 4     |
| 12    | 70 a 74 | 16    |
| 8     | 65 a 69 | 16    |
| 0     | 60 a 64 | 8     |
| 12    | 55 a 59 | 0     |
| 4     | 50 a 54 | 12    |
| 8     | 45 a 49 | 0     |
| 4     | 40 a 44 | 0     |
| 20    | 35 a 39 | 12    |
| 8     | 30 a 34 | 8     |
| 0     | 25 a 29 | 8     |
| 8     | 20 a 24 | 8     |
| 4     | 15 a 19 | 4     |
| 4     | 10 a 14 | 4     |
| 12    | 5 a 9   | 4     |
| 4     | 0 a 4   | 0     |

## Economia
El 2007 la població en edat de treballar era de 148 persones, 97 eren actives i 51 eren inactives. De les 97 persones actives 81 estaven ocupades (52 homes i 29 dones) i 16 estaven aturades (8 homes i 8 dones). De les 51 persones inactives 22 estaven jubilades, 8 estaven estudiant i 21 estaven classificades com a «altres inactius».

### Ingressos
El 2009 a Hanc hi havia 108 unitats fiscals que integraven 237 persones, la mediana anual d'ingressos fiscals per persona era de 12.518 €.

### Activitats econòmiques
Dels 9 establiments que hi havia el 2007, 4 eren d'empreses de construcció, 1 d'una empresa de comerç i reparació d'automòbils, 1 d'una empresa d'hostatgeria i restauració, 2 d'empreses de serveis i 1 d'una entitat de l'administració pública.
Dels 4 establiments de servei als particulars que hi havia el 2009, 1 era un paleta, 2 fusteries i 1 electricista.
L'any 2000 a Hanc hi havia 12 explotacions agrícoles que ocupaven un total de 414 hectàrees.

## Poblacions més properes
El següent diagrama mostra les poblacions més properes.